# آنهالت-بیترفلد
آنهالت-بیترفلد (به آلمانی: Anhalt-Bitterfeld) یک ناحیهٔ روستایی در آلمان است که در زاکسن-آنهالت واقع شده‌است.

## خصوصیات
آنهالت-بیترفلد ۱۸۴٬۸۷۷ نفر جمعیت دارد.

## شهرک‌ها و شهرداری‌ها
The district Anhalt-Bitterfeld consists of the following subdivisions:
| شهرک‌ها                                                                                                   | شهرداری‌ها                           |
| --- | ----------------------------------- |
| 1. آکن 2. بیترفلد-ولفن 3. کوتن 4. راگون-یسنیتس 5. زاندرزدوف-برنا 6. زودلیشس آنهالت 7. تسبرست 8. تسوربیرگ | 1. مولدشتاوزه 2. اوشترنینبورگر لاند |